# Aeroportul Gilgit
Aeroportul Gilgit (IATA: GIL, ICAO: OPGT) este un aeroport din Gilgit District⁠(d), Gilgit Division⁠(d), Gilgit-Baltistan⁠(d), Pakistan ce deservește zona Gilgit⁠(d). A fost numit după zona deservită.
Situat la o altitudine de 1.462 m, aeroportul dispune de o singură pistă. Este operat de Pakistan Civil Aviation Authority⁠(d).